# It May Be You
It May Be You é um curta-metragem mudo norte-americano de 1915, do gênero comédia, com o ator cômico Oliver Hardy.

## Elenco
- Arthur Housman - Jack Kenwood
- Andy Clark - (como Andrew J. Clark)
- Dallas Welford - Hi Jinks
- Mabel Dwight - Sra. Jinks
- Maxine Brown - Estenógrafa de Jinks
- Charles Ascot - William Hall (como Charles Ascott)
- Caroline Rankin - Estenógrafa
- Oliver Hardy - Paul Simmons (como O.N. Hardy)
- Jessie Stevens - Estenógrafa
- Harry Eytinge
- Gladys Leslie
- Julian Reed - James Redfield
- Jean Dumar - Lillian